# Peixera (resclosa)

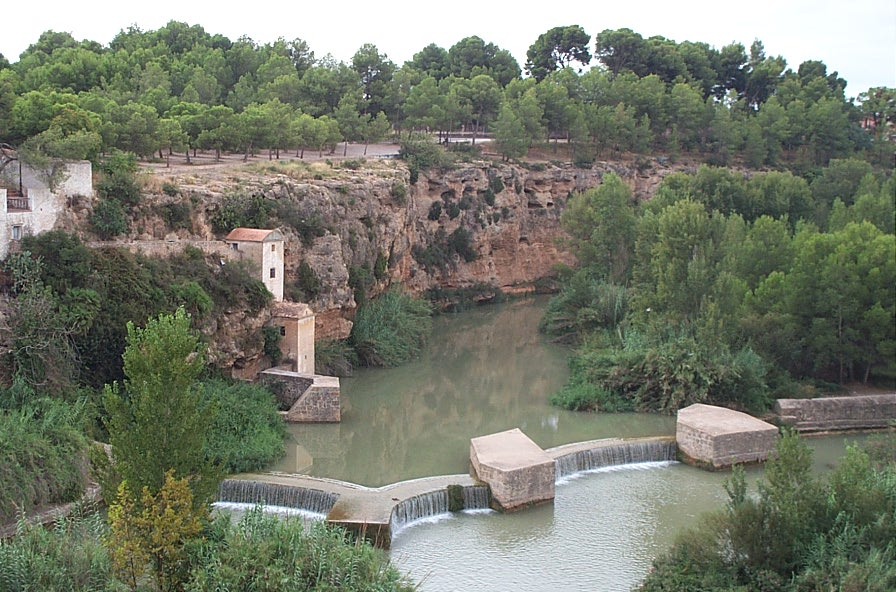
Peixera del riu Millars a Vila-real

Una peixera és una resclosa en un riu que embassa aigua i permet canalitzar-la cap a una séquia (de reg, per a un molí o una farga catalana. Sembla que el mot prové del llatí "paxaria" i aquest derivaria de "paxillum" (estaca o pal petit; diminutiu que fa pensar en un terme "paxus" que correspondria a una estaca o pal gran).